# 多幡雄一
多幡 雄一（たばた ゆういち、1982年7月2日 - ）は、石川県七尾市出身の元社会人野球選手（内野手）、野球指導者。

## 来歴・人物
七尾市立有磯小学校3年の時に野球を始め、七尾市立涛南中学校までは捕手。星稜高等学校2年時に内野手に転向した。
高校卒業後は立教大学に入学。東京六大学野球リーグでは3度のベストナインを獲得し、4年時の2004年には第2回世界大学野球選手権と第33回日米大学野球選手権大会の日本代表に選ばれた。
大学卒業後の2005年に社会人野球のHondaに入社。2009年の都市対抗野球では長野久義・西郷泰之らとともにチームを優勝に導き、大会優秀選手に選ばれた。
2012年から3年間は日本代表の主将を務めるなど社会人野球屈指の内野手として活躍。2015年からはコーチ兼任となり、2016年限りで現役を引退した。
現役引退後は社業に専念したのち、2020年にHondaの打撃コーチに就任し、2022年よりヘッドコーチに配置転換となった。2024年より監督に就任する。また、社会人野球日本代表のコーチも務めている。

## 日本代表キャリア
- 第33回日米大学野球選手権大会日本代表（2004年）
- 第2回世界大学野球選手権日本代表（2004年）
- 第23回アジア野球選手権大会日本代表（2005年）
- 第16回アジア競技大会野球日本代表（2010年）
- 第26回アジア野球選手権大会日本代表（2012年）
- 第17回アジア競技大会野球日本代表（2014年）
- 第27回アジア野球選手権大会日本代表（2015年）
- 第4回ワールド・ベースボール・チャレンジ（英語版）（2016年）
- 第29回アジア野球選手権大会日本代表（2019年）

## 主な表彰・タイトル
- 社会人ベストナイン：3回（2009年、2013年、2015年）